# پاراالکتریسیته
اکثر مواد موجود در طبیعت پارا الکتریک هستند یعنی با وجود اینکه در آنها دو قطبی‌های واقعی وجود ندارد، می‌توان آنها را با اعمال یک میدان الکتریکی خارجی، دوقطبی کرد.